# Burnaburiaix I
Burnaburiaix I o Burnaburiaš I va ser fill i successor d'Agum II en el tron de Babilònia. Va governar a la primera meitat del segle xv aC. Va estendre el seu control sobre territori de l'Imperi accadi que li va ser disputat per Puzur-Ashur III, rei d'Assíria entre els anys 1500 aC i 1480 aC, i va fer un tractat amb els assiris que en va delimitar les fronteres.
Eagamil, rei del País de la Mar, un país que anava des de la costa del golf Pèrsic fins a Der, va fer una expedició a Elam, i els cassites, aliats als elamites, van envair el seu domini. Eagamil va retornar al país, però els cassites, dirigits per Burnaburiaix I el van vèncer i van posar en el tron del País de la Mar Ulamburiash, fill de Burnaburiaix, amb el títol de Shar Mat Tamtin (rei de Sumer i del País de la Mar).
Va ser el pare de Kaixtiliaix III, que el va succeir, i d'Ulamburiaix.